# Leedvermaak
Leedvermaak é um filme de drama neerlandês de 1989 dirigido e escrito por Frans Weisz e Judith Herzberg. Foi selecionado como representante dos Países Baixos à edição do Oscar 1990, organizada pela Academia de Artes e Ciências Cinematográficas.

## Elenco
- Catherine ten Bruggencate - Lea
- Pierre Bokma - Nico
- Kitty Courbois - Ada
- Peter Oosthoek - Simon
- Annet Nieuwenhuyzen - Riet
- Rijk de Gooyer - Zwart
- Sigrid Koetse - Duifje